# Lijst van afleveringen van Law & Order: Special Victims Unit (seizoen 16)
Dit artikel vat het zestiende seizoen van Law & Order: Special Victims Unit samen.

## Hoofdrollen
- Mariska Hargitay - sergeant Olivia Benson
- Danny Pino - rechercheur Nick Amaro
- Kelli Giddish - rechercheur Amanda Rollins
- Ice-T - rechercheur Fin (Odafin) Tutuola
- Peter Scanavino - rechercheur Dominick 'Sonny' Carisi jr.
- Raúl Esparza - assistent-officier van justitie Rafael Barba

## Terugkerende rollen
- Bronwyn Reed - Lucy Huston
- Peter Gallagher - deputy chief William Dodds
- Robert John Burke - hoofd interne zaken Ed Tucker

## Afleveringen
| Aflevering | Titel              | Schrijver                                           | Regie              | Uitzenddatum VS   | Selectie gastrollen |
| --- | ------------------ | --------------------------------------------------- | ------------------ | ----------------- | --- |
| 1. | Girls Disappeared  | Warren Leight Julie Martin                          | Alex Chapple       | 24 september 2014 | Manny Perez - Angel Perez Lenny Venito - John Gatto Gavin-Keith Umeh - Little Tino Lobo Sebastian - Joaquin Menendez Michael Kostroff - advocaat |
| Brigadier Benson is pleegmoeder geworden van een baby, genaamd Noah, en moet nu haar tijd verdelen tussen het moederschap en haar werk bij de SVU. Rechercheur Amaro is gedegradeerd als politieagent in Queens en werkt nu undercover, tijdens zijn werk arresteert hij een minderjarige prostituee die een connectie heeft met de biologische moeder van Noah. De moeder werd op brute wijze vermoord door haar pooier en deze zaak zorgt ervoor dat er een kettingreactie ontstaat die meerdere mensen in gevaar brengt, onder andere baby Noah. Ondertussen begint bij de SVU een nieuwe rechercheur die op de verkeerde voet begint. |                    |                                                     |                    |                   | |
| 2. | American Disgrace  | Warren Leight Julie Martin                          | Arthur W. Forney   | 1 oktober 2014    | Teri Polo - Cordelia Bauer Henry Simmons - Shakir 'The Shark' Wilkins Elizabeth Marvel - Rita Calhoun Kelley Missal - Carla Cannon Stacy Keach - Orion Bauer |
| De bekende basketbalspeler Shakir ’The Shark’ Wilkins wordt beschuldigd van meerdere verkrachtingen. Rechercheur Carisi merkt al snel dat haar verhaal gaten vertoont, en zadelt assistent-officier van justitie Barba op met een niet zo sterke zaak tegen de basketballer. Barba besluit toch de rechtszaak te starten tegen de basketballer, de rechtszaak begint dan al snel in elkaar te vallen. Tijdens de rechtszaak worden al snel meer dan alleen de familiegeheimen van Orion Bauer, de eigenaar van Orion Bay en vader van Carla, onthuld. Orion blijkt namelijk ondanks zijn samenwerking met de zwarte Shakira een racist en accepteert niet dat deze een relatie met zijn dochter heeft en haar zwanger heeft gemaakt. Bovendien bedroog Shakir haar met andere vrouwen, reden voor Orion om hem middels een gefabriceerde verkrachtingsbeschuldiging ten val te brengen. Shakirs strafzaak wordt subiet ingetrokken en hij vraagt Carla of ze het niet nog een keer kunnen proberen. Carla bekent hierop dat ze abortus heeft laten plegen, en Shakir barst in tranen uit. |                    |                                                     |                    |                   | |
| 3. | Producer's Backend | Warren Leight Julie Martin                          | Michael Pressman   | 8 oktober 2014    | Stevie Lynn Jones - Tensley Evans Dana Wheeler-Nicholson - Donna Evans Dennis Boutsikaris - Jim Durant |
| Politieagent Amaro rapporteert zijn gegevens van een auto-ongeluk waar Hollywoodster Tensley Evans bij betrokken is, hij zwicht niet voor haar seksuele provocaties om zijn rapport te wijzigen in haar voordeel. Door zijn correcte werkwijze wordt hij, tot zijn grote opluchting, weer teruggeplaatst bij SVU en krijgt zijn rang rechercheur weer terug. Daar krijgt hij meteen de opdracht om een onderzoek te starten naar het seksueel misbruik door Tensley Evans van een vijftienjarige jongen. Al snel wordt vermoed dat er een trauma aan dit excessieve seksuele gedrag ten grondslag ligt, en het blijkt dat ze door haar ambitieuze moeder min of meer aan de wereldberoemde regisseur Durant is opgedrongen op 13jarige leeftijd, waar Durant gretig misbruik van maakte. Durant blijkt meerdere minderjarige sterren te hebben misbruikt en met drugs in aanraking gebracht, in een geval zelfs leidend tot een dodelijk incident. Nu spitst het onderzoek zich toe op Durant, maar hij is juridisch goed ingedekt (de seks is ofwel verjaard of boven de minimumleeftijd) en de politie heeft weinig meer dan een paar getuigenverklaringen. Uiteindelijk wordt hij gearresteerd omdat hij een reis naar Winnipeg in Canada had gemaakt om een onder New Yorks recht minderjarig meisje te ontmoeten en seks met haar te hebben, wat als sekstoerisme kwalificeert. Durant protesteert woedend dat deze wet bedoeld is voor pedofielen die naar Thailand reizen, waarop Banson hem toebijt dat hij niet anders is en dat als ze hem hierop kunnen pakken, ze hem hierop zullen pakken. Vervolgens wordt Durant overgedragen aan de FBI. De aflevering is losjes gebaseerd op Roman Polański. |                    |                                                     |                    |                   | |
| 4. | Holden's Manifesto | Kevin Fox                                           | Jean de Segonzac   | 15 oktober 2014   | John Karna - Holden March Joe Urla - Thomas Eldridge Antoinette LaVecchia - Adriana March Nicole Balsam - Haley Morton Sarah Clements - Gwen Young |
| Holden March, een sociaal gestoorde man, schrijft een Anders Breivik-achtig manifest en begint met zijn wraak op de vrouwen waarvan hij gelooft dat zij hem verkeerd behandeld hebben. Dit escaleert al snel in moord en eindigt al snel met een gijzeling in een lokale school. Rechercheurs Amaro en Rollins realiseren dan snel hoe gevaarlijk een radeloze en wanhopige man kan zijn. Rollins speelt een sleutelrol in de beëindiging van de gijzeling, maar het kost Holden March wel zijn leven. Ondertussen worstelt sergeant Benson met de druk van het nieuwe hoofd van politie William Dodds, dit terwijl haar pleegzoon Noah in het ziekenhuis ligt. |                    |                                                     |                    |                   | |
| 5. | Pornstar's Requiem | Kevin Fox Warren Leight                             | Jennifer Getzinger | 22 oktober 2014   | Hannah Marks - Evie Barnes Delaney Williams - John Buchanan Kathleen Chalfant - president Roberts Max Ehrich - Daniel Pryor Casey Thomas Brown - Matt Cooper |
| Evie Barnes reageert op een modellenadvertentie om zo geld te verdienen voor haar studie. Het werk verandert al snel in harde pornografie. Twee studenten ontdekken het dubbelleven van Evie en verkrachten haar op een feestje, hiervoor worden zij al snel gearresteerd. In de rechtszaak tegen de studenten moeten de rechercheurs en assistent-officier van justitie Barba alle zeilen bijzetten om te voorkomen dat Evie als boosdoener wordt neergezet. Dat lukt bij de jury, maar niet bij de rechter die het vonnis van de jury overrulet en de student vrijspreekt- Hierbij toont hij een duidelijke bevooroordeeldheid: wie zich in een film laat ´verkrachten´ moet er niet van opkijken dat kijkers daar vervolgens de conclusie uit trekken dat hij haar ´nee´ eigenlijk ´ja´ betekent. Barba is woedend en gaat in hoger beroep. Evie, die inmiddels mikpunt is van pesterijen en spot en ook door de universiteit is verwijderd, loopt weg naar New Hampshire naar de enige plaats waar ze goed geld kan verdienen en waar ze niet bespot en gewaardeerd wordt: de porno-industrie. |                    |                                                     |                    |                   | |
| 6. | Glasgowman's Wrath | Julie Martin Warren Leight                          | Jean de Segonzac   | 5 november 2014   | Will Harris - Charlie Dorsey Jessica Phillips - assistente officier van justitie Pippa Cox Chloe Csengery - Perry Gilbert Mina Sundwall - Mia Harris Oona Laurence - Zoe Harris Stephanie Kurtzuba - Joan Harris                                                        |
| Wanneer een spookverhaal van een babysitter leidt tot vermissing van twee meisjes en andere gewond, moeten sergeant Benson en haar rechercheurs hard werken om de dader te vinden en het onderscheid vinden tussen fictie en werkelijkheid. Hun onderzoek leidt hen naar een persoon die bekend is onder de naam Glasgowman. |                    |                                                     |                    |                   | |
| 7. | Chicago Crossover  | Dick Wolf Warren Leight                             | Steve Shill        | 12 november 2014  | Lou Taylor Pucci - Teddy Courtney Danny Mastrogiorgio - George Turner Mark H. Dold - Bob Clinton Isabel Shill - Jocelyn Cerpaski Frank Deal - FBI agent O'Connell Donnetta Lavinia Grays - Lina Bagley Sophia Bush - rechercheur Erin Lindsay Jason Beghe - Hank Voight |
| Wanneer de halfbroer Teddy Courtney van Erin Lindsay, rechercheur in Chicago, wordt vermist roept haar baas Hank Voight de hulp in van de rechercheurs van SVU New York. Het blijkt dat de halfbroer te zien is in materiaal van kinderporno, en wanneer deze zaak persoonlijk wordt voor Erin reist zij met haar partner af naar New York om de rechercheurs van de SVU te helpen in deze zaak. Zij beginnen nu samen hun jacht om het kinderpornonetwerk te ontmantelen. |                    |                                                     |                    |                   | |
| 8. | Spousal Privilege  | Julie Martin Warren Leight                          | Sharat Raju        | 19 november 2014  | Meagan Good - Paula Bryant Elizabeth Marvel - Rita Calhoun Leslie Odom jr. - Curtis Scott Jefferson Mays - dr. Rudnick Jeb Brown - sergeant Gerbic Chad Coleman - A.J. Martin                                                                                           |
| Dankzij beelden van een beveiligingscamera ontdekt rechercheur Tutuola dat een beroemde sportverslaggever zijn vriendin bewusteloos slaat. Terwijl rechercheurs Tutuola en Benson in het persoonlijke leven duiken van deze twee probeert assistent-officier van justitie Barba de vriendin ervan te overtuigen om aangifte tegen haar vriend te doen. Barba merkt al snel dat de vriendin, ondanks de mishandeling, achter haar vriend blijft staan. |                    |                                                     |                    |                   | |
| 9. | Pattern Seventeen  | Kevin Fox                                           | Martha Mitchell    | 10 december 2014  | Harry Hamlin - chief Charles Patton Jayne Houdyshell - rechter Ruth Linden Peter Hermann - Trevor Langan Jordan Lage - Albert Beck Samantha Futerman - Annie Lin Myk Watford - Sam Reynolds                                                                             |
| Wanneer diverse jonge meisjes verkracht worden, kan rechercheur Rollins een connectie leggen tussen deze zaken en zaken uit haar tijd in Atlanta. Dan ontdekt zij dat de sporen in deze verkrachtingen nooit getest zijn, dit laat Rechercheur Rollins besluiten terug te keren naar Atlanta om een slachtoffer te ondervragen die gelooft dat de verdachte in New York ook haar aanrander is. Aangekomen in Atlanta ontmoet zij haar voormalige baas Patton, dit levert een ongemakkelijk moment op voor Rollins. De rechercheurs ontdekken dan dat er op meerdere plaatsen bewijzen van verkrachtingen nooit getest zijn. Dit leidt tot een kritisch onderzoek van Benson naar het bedrijf CompStat, dat eigendom is van het hoofd politie Dodds en meerdere leiders van de NYPD. |                    |                                                     |                    |                   | |
| 10. | Forgiving Rollins  | Warren Leight Julie Martin                          | Michael Slovis     | 7 januari 2015    | Harry Hamlin - chief Charles Patton Becky Ann Baker - Vivienne Patton Dreama Walker - rechercheur Reese Taymor Delaney Williams - John Buchanan Myk Watford - Sam Reynolds                                                                                              |
| Chief Patton van politie Atlanta bezoekt met zijn nieuwe rechercheur Reese Taymor New York voor een conferentie. Rechercheur Taymor wordt dan verkracht en doet aangifte bij de SVU. Dit leidt rechercheur Rollins naar een confrontatie met haar verleden wat zij wilde vergeten. Zij denkt dat de verkrachter dezelfde is als diegene die haar in het verleden ook verkracht heeft. |                    |                                                     |                    |                   | |
| 11. | Agent Provocateur  | Samantha Corbin-Miller                              | Alex Chapple       | 14 januari 2015   | Shiloh Fernandez - Scott Russo Jeremy Jordan - Skye Adderson Madison Grace - Madison Baker Jack Noseworthy - Matt Baker Jolly Abraham - dokter |
| Een vijftienjarig meisje sluipt onopgemerkt een feestje van de bekende acteur Scott Russo binnen. Dan wordt het meisje gevonden in een steeg, seksueel mishandeld en voor dood achtergelaten. De rechercheurs verdenken al snel Scott Russo en zijn manager van betrokkenheid nadat er beveiligingsbeelden van het feest ineens zijn verdwenen, deze verschijnen ineens op de website van een roddelblad. Als de beheerder van deze website weigert de beelden aan de politie te overhandigen, dit laat assistent-officier van justitie Barba besluiten om de beheerder aan te klagen voor achterhouden van bewijs. Dit mede om ervoor te zorgen dat de waarheid boven tafel komt over wie er verantwoordelijk is voor de verkrachting van het meisje. |                    |                                                     |                    |                   | |
| 12. | Padre Sandunguera  |                                                     | Mariska Hargitay   | 21 januari 2015   | Armand Assante - Nicolas Amaro Nancy Ticotin - Cesaria Amaro April L. Hernandez - Sony Amaro Clay Drinko - Rab Convers Ivan Hernandez - Javier Arenas |
| Rechercheur Amaro krijgt een uitnodiging van zijn vader Nicolas die hij afslaat, zijn vader heeft zijn vervreemde familie uitgenodigd om bij zijn huwelijk aanwezig te zijn met zijn 28-jarige vriendin. Op het huwelijksfeest ontstaat dan een vechtpartij wat eindigt in de arrestatie van Nicolas. Tijdens de rechtszaak tegen Nicolas wordt Amaro opgeroepen als getuige, dit dwingt hem tot het onthullen van familiegeheimen dat zijn familie uiteen kan splijten. |                    |                                                     |                    |                   | |
| 13. | Decaying Morality  | Kevin Fox Brianna Yellen                            |                    | 4 februari 2015   | Haley Lu Richardson - Jenna Davis Eva Kaminsky - Marcy Davis Jamie McShane - Luke Davis Paul Adelstein - dr. Neil Alexander Kamal Angelo Bolden - Jerome Jones Jason Cerbone - Terrence Quinn                                                                           |
| Rechercheur Benson en Rollins behandelen Jenna, een slachtoffer van verkrachting die gevonden werd met opengescheurde kleren. Jenna verklaart dat zij aangevallen werd in het toilet van een pizzeria door Jerome Jones. Jerome is in het bezit van een lang strafblad en is op dit bezig met een rechtszaak tegen de NYPD, ondanks dit lukt het de rechercheurs niet om hem op te pakken voor de verkrachting. De vader van Jenna is hier woedend over en besluit een eigen onderzoek in te stellen, dit kan er wel toe leiden dat het leven van zijn familie drastisch verandert. |                    |                                                     |                    |                   | |
| 14. | Intimidation Game  | Julie Martin Céline C. Robinson Robert Brooks Cohen | Jean de Segonzac   | 11 februari 2015  | Mouzam Makkar - Raina Punjabi Peter Mark Kendall - Steven Kaplan Griffin Matthews - Leslie Connolly Logan Paul - Ryan Susannah Flood - Sarah Keller |
| Computerspelontwikkelaar Raina Punjabi negeert waarschuwingen, die zij krijgt van online-predators aan haar adres, nu de uitgiftedatum van haar nieuwe spel dichterbij komt. Zij vinden dat vrouwen en meisjes niet in gaming thuishoren. Op een computerbeurs wordt dan een werkneemster van Punjabi seksueel aangevallen, de rechercheurs willen dan dat Punjabi de uitgiftedatum uitstelt. Punjabi weigert dit echter en nu moeten de rechercheurs een strijd voeren tegen de tijd om Punjabi te beschermen tegen de online predators, die haar uit de computerwereld willen hebben. Bij de presentatie wordt Punjabi vermoord, verkracht en mishandeld. De daders worden gegrepen maar hebben hun zin: Punjabi trekt zich terug uit de gamesindustrie. |                    |                                                     |                    |                   | |
| 15. | Undercover Mother  | Warren Leight Julie Martin                          | Steve Shill        | 18 februari 2015  | Lili Taylor - Martha Thornhill Amanda Warren - Tracy Charles Halford - Johnny Drake Nikki M. James - rechercheur Gail Dunbar Laura Gómez - Selena Cruz |
| Rechercheur Carisi werkt undercover om zo een bende in sekshandel te bestrijden. Tijdens zijn werk ontmoet hij Martha Thornhill, die hem vertelt dat zij in deze wereld werkzaam is als madam om zo haar dochter Ariel te vinden en te redden. Zij besluit haar zoektocht niet alleen voort te zetten en roept de hulp in van de SVU. Het lukt de rechercheurs en Thornhill om de bende op te rollen, het lukt hun echter niet om Ariel te vinden. Zij ontdekken dat zij, in hun verdere zoektocht naar Ariel, hulp krijgen van iemand die in de bende werkzaam is. Dr. Warner ontdekt ondertussen dat de pooier de biologische vader is van Noah en waarschuwt brigadier Benson hierover. |                    |                                                     |                    |                   | |
| 16. | December Solstice  | Ed Zuckerman                                        | Sharat Raju        | 25 februari 2015  | Marcia Cross - Charmaine Briggs Emily Bergl - Judith Briggs Susan Pourfar - Delilah Briggs Robert Vaughn - Walter Briggs Mercedes Ruehl - Lucia Barba Jefferson Mays - dr. Rudnick Kate Jennings Grant - rechter Marian Adams                                           |
| De bekende auteur Walter Briggs is het middelpunt van strijd tussen zijn zesde vrouw Charmaine en zijn dochters Delilah en Judith over zijn welzijn. De dochters zien de vrouw als een golddigger en beschuldigen haar ervan dat ze, zonder zijn medeweten, hem medicijnen heeft gegeven om een erectie te krijgen om zo zwanger te worden en recht te hebben op een groter deel van de erfenis. Wanneer Walter in het ziekenhuis wordt opgenomen met een hartinfarct wordt hij daar weer, tegen medisch advies, weer weggehaald door Charmaine. Walter krijgt dan een tweede hartinfarct wat hem fataal wordt, hierop besluit assistent-officier van justitie Barba Charmiane aan te klagen voor dood door schuld. Tijdens de rechtszaak wordt een videoboodschap vertoond van Walter met zijn laatste wensen voordat hij verschijnselen kreeg van dementie, hij blijkt zelf een kindje te willen en wilde ook zelf uit het ziekenhuis weggehaald worden om niet te hoeven sterven met slangetjes in zijn lichaam. Dit plaatst alles in een heel ander licht en maakt Charmaine´s versie van het verhaal geloofwaardiger, het blijkt dat Delilah met frustraties tegen haar vader worstelt en die op Charmaine projecteert. Charmaine krijgt een voorwaardelijke straf voor het tegen medisch advies weghalen van Briggs en de familie praat weer met elkaar. Voor Carisi is dit een moeilijke zaak omdat hij grote fan is van Briggs, na afloop geeft Judith hem een gesigneerd exemplaar van een boek van zijn hand. Ondertussen worstelt Barba met zijn beslissing om zijn oma in een verzorgingstehuis te plaatsen.                                                                                      |                    |                                                     |                    |                   | |
| 17. | Parole Violations  | Jill Abbinanti                                      | Jean de Segonzac   | 25 maart 2015     | Molly Price - Donna Marshall Michael Chernus - Tommy Sullivan Marin Ireland - Bella Carisi Joseph Lyle Taylor - Mickey D'Angelo Ami Brabson - rechter Karyn Blake |
| De zus van rechercheur Carisi staat op het punt van bevallen van het kind die zij samen met haar verloofde Tommy krijgt. Tommy vervalt dan ineens in zijn oude gewoontes en beschuldigt zijn reclasseringsambtenaar van verkrachting. Met behulp van zijn collega’s gaat rechercheur Carisi op onderzoek uit naar deze beschuldiging. Assistent-officier van justitie Barba heeft echter geen zin om de ambtenaar aan te klagen voor verkrachting, dit omdat de jury nooit zal geloven dat een vrouw een man kan verkrachten. |                    |                                                     |                    |                   | |
| 18. | Devastating Story  | Samantha Corbin-Miller                              | Michael Slovis     | 1 april 2015      | Rob Morrow - Skip Peterson Laura Fraser - professor Jessica Dillon Delaney Williams - John Buchanan Ally Ioannides - Heather Manning Kathleen Chalfant - president Roberts                                                                                              |
| Televisiegastheer Skip Peterson zendt een interview uit met Heather Manning, een studente die verklaard verkracht te zijn door meerdere mannen in een studentenhuis. Het wordt al snel een welles-nietes verhaal tussen de daders en Heather, de druk op de SVU wordt dan groter om een onderzoek te starten. Het gebrek aan bewijs, de angst bij Heather en talloze mogelijke verdachten maakt het moeilijk om een veroordeling te krijgen in de rechtbank. |                    |                                                     |                    |                   | |
| 19. | Granting Immunity  | Julie Martin Warren Leight                          | Holly Dale         | 8 april 2015      | Missi Pyle - Trudy Malko Hari Dhillon - advocaat Varma Jefferson Mays - dr. Rudnick Aida Turturro - rechter Felicia Catano Julie Lauren - Mia Biel |
| Na een seksfeest op de Tribeca High School gaan de seksfoto’s viral op het internet. Tegelijkertijd ontstaat er een mazelenepidemie op de school, uiteindelijk leidend tot 52 gevallen in Manhattan. Het blijkt dat de meeste deelnemers aan het feest niet gevaccineerd waren; een besmette leerling heeft de rest aangestoken. Rechercheur Benson krijgt de schrik van haar leven als blijkt dat Noah ook besmet is geraakt met de mazelen. Hierdoor begint zij een onderzoek naar een groep moeders die fraude heeft gepleegd om aan de verplichte vaccinatie te ontkomen. De initiatiefneemster blijkt vaccinatie als strijdig te zien met het vrije keuzerecht van ouders en meent dat de bijwerkingen van het vaccin erger zijn dan het virus zelf. Uiteindelijk wordt ze veroordeeld voor gevaarzetting door schuld en krijgt een relatief lichte straf. Ook worden alle telefoons van de leerlingen in beslag genomen om de foto´s te traceren die inmiddels hun weg naar kinderpornosites hebben gevonden. In ruil voor strafrechtelijke immuniteit geeft de verspreider van de foto´s de politie alle informatie over zijn afnemers. |                    |                                                     |                    |                   | |
| 20. | Daydream Believer  | Matt Olmstead Warren Leight                         | Martha Mitchell    | 29 april 2015     | Jason Beghe - Hank Voight Sophia Bush - Erin Lindsay Jesse Lee Soffer - Jay Halstead Dallas Roberts - dr. Greg Yates Stella Maeve - Nadia Jenna Stern - rechter Elana Barth                                                                                             |
| In deze cross-over met de televisieserie Chicago P.D. leiden brigadier Benson en Voight hun manschappen in een onderzoek van een verkrachting-moordzaak. Deze zaak lijkt verdacht veel op een oude zaak van tien jaar geleden in New York. Terwijl zij op zoek zijn naar de dader, wordt een inwoner uit Chicago ontvoerd. Dit zorgt ervoor dat de beide teams nog nauwer moeten samenwerken om de dader te lokaliseren. Dit lukt maar de dader, Dr. Yates, voert zeer effectief zijn eigen verdediging en weet twijfel te zaaien. Benson roept echter opzettelijk Dr. Warner op als getuige om de autopsie te beschrijven. Hierdoor herbeleeft Yates de moorden en raakt hij opgewonden, waardoor diens schuld bij de jury vast komt te staan. |                    |                                                     |                    |                   | |
| 21. | Perverted Justice  | Julie Martin Warren Leight                          | Alex Chapple       | 6 mei 2015        | Andre Braugher - Bayard Ellis Dann Florek - Donald Cragen Samira Wiley - Michelle Thompson Glenn Plummer - Derek Thompson Leslie Odom jr. - Curtis Scott Nick Sandow - rechercheur Ted McCormack                                                                        |
| Bayard Ellis vraagt de SVU om een oude zaak te heropenen, deze gaat over een man die veroordeeld is voor incest en verkrachting. De dochter van de veroordeelde herroept haar oude getuigenverklaring dat haar moeder haar toen gedwongen heeft om te liegen voor de rechter. Bovendien blijkt haar moeder een affaire te hebben gehad met de politieman die bij de verkrachtingszaak en bij eerder huiselijk geweld betrokken was. Wanneer de oude veroordeling gehandhaafd blijft wenden de rechercheurs van SVU naar hun oude chef Cragen. Hij moet hen meer inzicht bieden in deze zaak, zij ontdekken dan bewijs wat nooit getoond werd in de rechtszaak. Uiteindelijk lukt het de zaak opnieuw te laten berechten en de vader succesvol vrij te doen spreken maar inmiddels heeft de dochter zelf twijfels gekregen. |                    |                                                     |                    |                   | |
| 22. | Parents' Nightmare | Kevin Fox Brendan Feeney                            | Jean de Segonzac   | 13 mei 2015       | Brooke Bloom - Dana Farhidi Kaeden Ruparel - Owen Farhidi Navid Negahban - Sam Farhidi Frankie J. Alvarez - Javier Rojas Carmen Cabrera - Fabiana Caldera Steve Rosen - Guthrie                                                                                         |
| Wanneer de achtjarige Owen Farhidi wordt ontvoerd vanaf zijn school, roept de moeder van Owen de hulp in van de SVU. Rechercheur Amaro gaat samenwerken met de moeder en haar ex-man Sam, dan wordt er ontdekt met behulp van camarabeelden dat Owen zijn ontvoerder kent. De spanning tussen de moeder en haar ex-man loopt zo hoog op dat dit het onderzoek belemmert. De rechercheurs willen dit keren door ze tegen elkaar op te zetten. Uiteindelijk blijkt het een uit de hand gelopen actie van de ex-man te zijn geweest waarmee hij haar aan het schrikken had willen maken omdat ze zo´n sloddervos is en slecht voor haar zoontje zorgt. Deze actie levert de ex 6 maanden celstraf op, en de vrouw wordt nu gedwongen zelf een baan te vinden en haar leven op orde te brengen. Ondertussen denkt brigadier Benson erover om haar inspecteursexamen te halen. Dit omdat het hoofdbureau een inspecteur als hoofd wil hebben van de SVU. |                    |                                                     |                    |                   | |
| 23. | Surrendering Noah  | Warren Leight Julie Martin                          | Michael Slovis     | 20 mei 2015       | Peter Hermann - Trevor Langan Michael Kostroff - Evan Braun Jefferson Mays - dr. Rudnick Jenna Stern - rechter Elana Barth Jayne Houdyshell - rechter Ruth Linden Laura Gómez - Selena Cruz Charles Halford - Johnny D.                                                 |
| Rechercheur Amaro denkt erover om zijn brigadiersexamen te doen voor promotie. Hij hoort dan van brigadier Benson dat dit weinig zin heeft, hij zal nooit een hogere rang krijgen van het hoofdkantoor. Dit omdat zijn verleden niet echt meewerkt en hij een stempel opgedrukt heeft gekregen van beschadigd door zijn betrokkenheid in incidenten uit het verleden. Dan begint de rechtszaak tegen Johnny D, de biologische vader van Noah. Brigadier Benson is bang dat deze rechtszaak de adoptie in gevaar kan brengen van Noah naar haar toe. Tijdens een rechtszitting ontstaat er rumoer in het publiek, dit zorgt ervoor dat Johnny het wapen kan bemachtigen van een bewaker en start een vuurgevecht. Rechercheur Amaro beantwoordt het vuurgeweld en dood Johnny, hij wordt echter nog wel geraakt door Johnny in zijn lever en knie. In zijn herstelperiode beseft hij dat zijn carrière bij de NYPD voorbij is, dit omdat het hoofdkantoor dit zal gebruiken om hem naar buiten te werken. Hij besluit het aanbod aan te nemen om met vervroegd met pensioen te gaan, en te verhuizen naar Californië waar zijn twee kinderen wonen. |                    |                                                     |                    |                   | |